# Xín Cái
Xín Cái là một xã thuộc huyện Mèo Vạc, tỉnh Hà Giang, Việt Nam.

## Địa lý
Xã Xín Cái có vị trí địa lý:
- Phía đông giáp Trung Quốc và xã Sơn Vĩ
- Phía tây giáp xã Giàng Chu Phìn, Pả Vi, Pải Lủng
- Phía nam giáp xã Cán Chu Phìn và xã Giàng Chu Phìn
- Phía bắc giáp xã Thượng Phùng.

Xã Xín Cái có diện tích 35,90 km², dân số năm 2019 là 5.393 người, mật độ dân số đạt 150 người/km².

## Hành chính
Xã Xín Cái được chia thành 19 thôn: Bờ Sông, Bản Chuối, Xín Chải, Lùng Thúng, Làng Vần Chải, Sủa Nhé Lử, Xủa Nhà Lử, Lùng Thàng, Mè Nắng, Páo Sảng, Cờ Lảng, Ngoài Chờ, Bản Trang, Tìa Kính, Khai Hoang II, Khai Hoang III, Thuồng Luồng, Cờ Tảng, Tìa Chờ.

## Lịch sử
Ngày 5 tháng 7 năm 1961, Hội đồng Chính phủ ban hành Quyết định số 91-CP về việc thành lập xã Xín Cái thuộc huyện Đồng Văn trên cơ sở một phần diện tích và dân số của xã Sơn Vỹ.
Ngày 15 tháng 12 năm 1962, Hội đồng Chính phủ ban hành Quyết định số 211-CP về việc thành lập huyện Mèo Vạc trên cơ sở tách xã Xín Cái thuộc huyện Đồng Văn.
Ngày 14 tháng 5 năm 1981, Hội đồng Chính phủ ban hành Quyết định 185/1981/QĐ-CP về việc tách hai xóm Lùng Sư và Thèn Sư của Xín Cái để sáp nhập vào xã Thượng Phùng.

## Du lịch
Xín Cái có một phần diện tích thuộc Đèo Mã Pí Lèng nằm trên đỉnh núi cao 1.500 m so với mặt nước biển, với diện tích được khoanh vùng bảo vệ là 796,25 ha, được coi là khu vực di sản đặc sắc về địa chất và cảnh quan; khu vực đỉnh đèo được đánh giá là một trong những điểm quan sát toàn cảnh vào loại đẹp nhất ở Việt Nam; hẻm vực sông Nho Quế là một trong những thung lũng kiến tạo độc nhất vô nhị ở Việt Nam.